# Peacemaker (film, 1997)
Peacemaker (v anglickém originále The Peacemaker) je americký akční film z roku 1997. Režisérkou filmu je Mimi Leder. Hlavní role ve filmu ztvárnili George Clooney, Nicole Kidman, Marcel Iures, Alexandr Balujev a Rene Medvešek.

## Obsazení
| George Clooney    | Thomas Devoe      |
| Nicole Kidman     | Julia Kelly       |
| Marcel Iures      | Dušan Gavrić      |
| Alexandr Balujev  | Alexandr Kodoroff |
| Rene Medvešek     | Vlado Mirić       |
| Randall Batinkoff | Ken               |
| Holt McCallany    | Mark Appleton     |
| Ľubomír Paulovič  | Pockman           |
| Martin Nikodým    | polský velitel    |